# Hærloven af 1909
Hærloven af 30. september 1909 var en konsekvens af Forsvarsforliget 1909.
I 1909 blev der vedtaget en ny hærordning. Indtil 1909 havde hærens ordning hvilet på lov af 6. juli 1867, lov af 28. maj 1870 om ordningen af Københavns Væbning, lov af 25. juli 1880 og lov af 13.april 1894, som ændredes en del med lovene af 30. september 1909.
Hæren skulle nu bestå af følgende våben og korps:
- Fodfolket: 1 Brigade på 2 linjeregimenter samt 8 andre regimenter hver på 3 bataljoner, Livgarden på 1 linje- og 1 reservebataljon, 5 reserve-regimenter på hver 4 bataljoner. Hver bataljon har 4 kompagnier.
- Rytteriet: 2 regimenter på Sjælland hver på 4 linje-eskadroner, 2 regimenter i Jylland og Fyn hver på 2 linje- og 2 reserve-eskadroner samt træn-afdelingen på 3 kompagnier.
- Artilleriet: Feltartilleriet på 2 feltartilleri-regimenter, hvert på 2 afdelinger, på Sjælland, 2 selvstændige feltartilleri-afdelinger, hvoraf 1 på Sjælland og 1 i Jylland. Hver afdeling har 4 batterier a 4 kanoner .

Kystartilleri-regimentet havde 12 linje- og 6 reservekompagnier indordnet i 3 bataljoner.
(Fæstningsartilleri-regimentet på 2 bataljoner a 4 linje- og 2 forstærkningskompagnier er ikke medtaget i loven da regimentet skal op-hæves med desarmeringen af Københavns Befæstning i 1922) Herefter oprettes ovennævnte selvstændige feltartilleriafdeling på Sjælland.
- Ingeniørkorpset: Har 10 linje- og 2 reservekompagnier indordnet i 3 bataljoner og 2 ingeniørdirektioner.

Herudover skulle hære bestå af  følgende korps:
Det Tekniske Korps, forplejningskorpset, Lægekorpset, Dyrlægekorpset, Auditørkorpset, Arbejdstropper og Bornholms Væbning.

## Kommandoforhold
Kongen er øverstbefalende og udøver sin myndighed gennem Krigsministeren:
Direkte herunder stod 2 Generalkommandoer:
1. Generalkommando på Sjælland med 8 garnisonsbyer (København, Helsingør, Roskilde, Ringsted, Slagelse, Holbæk, Næstved og Vordingborg) og enhederne 
1. Division: Livgarden, 1., 2., og 11. regiment og 1. artilleriafdeling:
2. Division: 3., 4., og 12. regiment, 1 rytterregiment, 2. artilleriafdeling.
3. Division (stab i Roskilde): 5., 7., 8. og 13. regiment, 26. bataljon af 6. regiment, 2 rytterregiment, 2. artilleri-regiment

Herudover Fæstningsartilleriregimentet, Kystartilleri- og Ingeniørregimentet med undtagelse af 1. kompagni samt Trænafdelingen.
Til hjælp havde den kommanderende General en Generalmajor (kommandanten i København)    
2. Generalkommando for Fyn / Jylland med garnisonsbyerne Viborg, Fredericia, Aarhus, Randers og Odense. 9. Bestod af enhederne 10., 14. og 15 Regiment, 2 bataljoner af 6. Regiment, 3. og 4. rytterregiment, 3. artilleri-afdeling og 1 Ingeniørkompagni.
Direkte under Krigsministeren stod generalstaben, omfattende Generalstabskvarteret, Teknisk og Topografisk afdeling samt en jernbanekommision.
Generalinspektørerne for de forskellige Våben, Generaltøjmesteren (tillige chef for det Tekniske Korps), General-intendanten (Forplejningskorpset), Generallægen (Lægekorpset), Stabsdyrlægen (Dyrlægekorpset), Generalauditøren (Auditørkorpset).

## Værnepligt
Enhver mand, der var fyldt 18 år havde værnepligt. 
Udsattes landet for angreb kunne enhver tjenestedygtig mand udskrives. Efter endt værnepligt stod mandskabet i nummer ved enheden i 16 år. Værnepligtstiden var lidt forskellig efter tjenestegrenene, men omkring 12 måneder.

## Uddannelse
I henhold til 1909 loven blev uddannelsesstederne tilrettelagt således:
2 nye til hver en rekrutbataljon ved Sandholm og Høvelte samt 1 i Værløse til 2 rekrutbataljoner. Herudover havde man en lejr i Arresødal til fodfolkets og rytteriets skydninger, lejre ved Jægerspris og Fuglsø Kro til feltartilleriets skydninger og endelig lejre ved Avedøre og Ejby til fæstningsartilleriets 2 bataljoner.

## Befæstninger
Militærets forskellige forter og batterier blev også reguleret med 1909-loven.
Søbefæstningen skulle forstærkes og der afsattes midler til Saltholmsflak, Dragør Fort, Batterier ved Kongelunden og Raagaard, et lukket værk på Saltholm og en ombygning af Charlottenlund Batteri (herefter benævnt Charlottenlund Fort).
Endelig bevilgedes midler til kystbefæstningen på Sjælland, Taarbæk Fort, Avedøre Batteri, Mosede Batteri (senere benævnt Mosede Fort) og Lynæs Batteri, Helholm Batteri (Agersø) Masnedøfortet, Haarbølle Batteri (Møn) og Vejrø Fort.
Københavns Landbefæstning skulle desarmeres i 1922, men indtil da vedligeholdes.
Op til, og ved ved udbruddet af 1. verdenskrig, udbyggedes landbefæstningen feltmæssigt og blev sat fuldstændig i forsvarsstand.
Ikke kun landbefæstningen blev nedlagt. Fredericia Fæstning, Kronborg Fæstning og Christianshavns Befæstning blev også nedlagt med forliget i 1909.